# James R. Moore

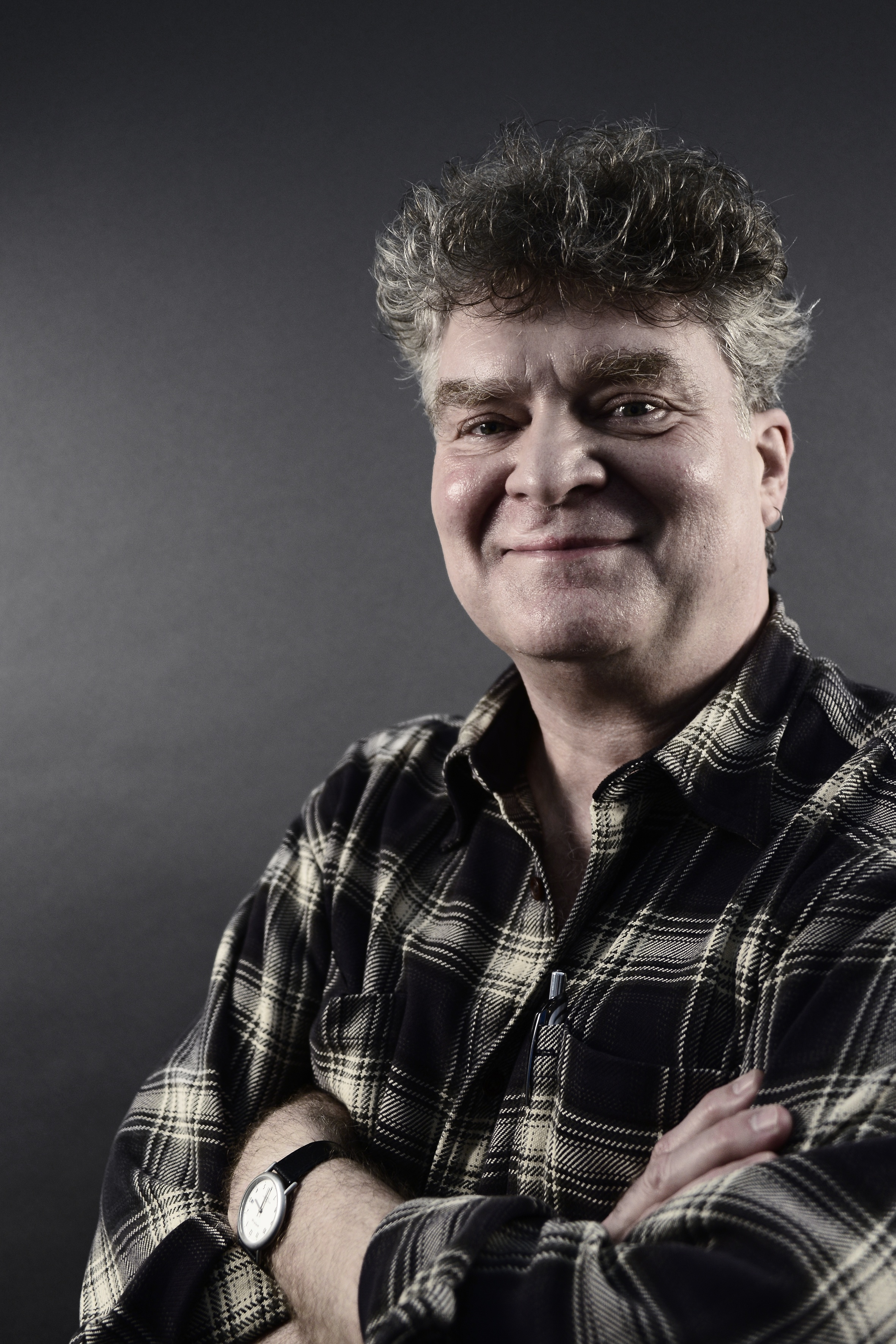
James R. Moore

James Richard Moore, auch Jim Moore, (* 1947) ist ein britischer Wissenschaftshistoriker, bekannt für eine Biografie von Charles Darwin, die er zusammen mit Adrian Desmond verfasste, und Veröffentlichungen zur Geschichte der Evolutionslehre.
Er ist Professor an der Open University und forscht an der Universität Cambridge.
1991 erschien die Darwin-Biografie. Das Buch gewann den James Tait Black Memorial Prize, den italienischen Comisso-Preis für Biografie, den Watson Davis Prize der US-amerikanischen History of Science Society und den Dingle Prize der British Society for the History of Science. Eine kürzere Darwin-Biografie veröffentlichte er mit Desmond und Janet Browne.
Mit Adrian Desmond und Janet Browne schrieb er den Eintrag zu Darwin im Oxford Dictionary of National Biography.
Er befasst sich auch mit Geschichte der Natürlichen Theologie im 19. Jahrhundert und den Beziehungen von Wissenschaft zu Religion.

## Schriften
- mit Adrian Desmond: Darwin: The Life of a Tormented Evolutionist, London: Joseph 1991
  - Deutsche Ausgabe: Darwin, Rowohlt 1994
- mit Janet Browne, Adrian Desmond: Charles Darwin (Very Interesting People), 2007
  - Deutsche Übersetzung:  Charles Darwin: kurz und bündig, Spektrum Akademischer Verlag 2008
- mit Adrian Desmond: Darwin’s Sacred Cause: Race, Slavery, and the Quest for Human Origins, Houghton Mifflin Harcourt 2009
- The Darwin Legend, Baker Books 1994
- The Post-Darwinian Controversies. A study of the Protestant struggle to come to terms with Darwin in Great Britain and America 1870–1900,  Cambridge University Press 1979